# Cárcel de El Rodeo

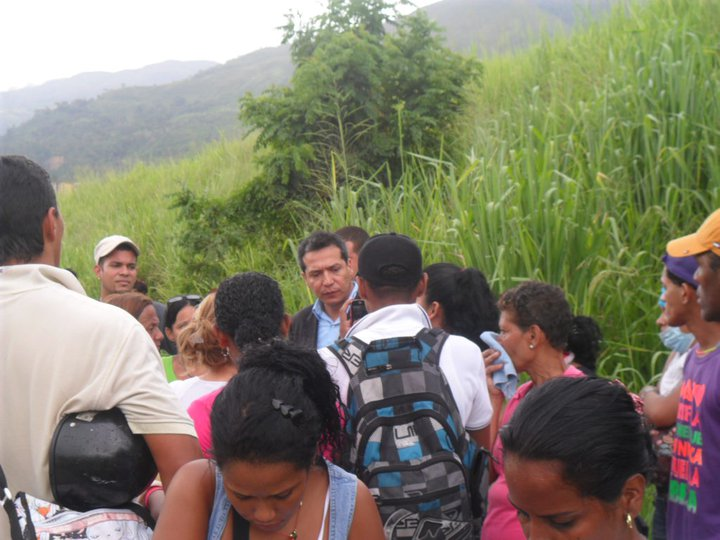
William Ojeda con los familiares de la Cárcel de El Rodeo.

La Cárcel de El Rodeo o Internado Judicial de El Rodeo es un centro penitenciario ubicado a las afueras de la ciudad de Caracas, en el estado Miranda, Venezuela. Diversas fuentes y medios, la han catalogado como uno de los principales centros de detención y tortura, durante el gobierno de Nicolás Maduro. 
Hay tres complejos de edificios: Rodeo I, II y III. Rodeo I fue construido en 1980, Rodeo II en 1997-1998. El penal Rodeo I fue diseñado para 750 reclusos y Rodeo II para 500. Ambos centros están ahora superpoblados. Rodeo III fue planeado para 650 reclusos y completado en 2011. El Rodeo se encuentra en el Municipio Zamora cerca de Guatire.
La Coalición por los Derechos Humanos ha denunciado que la cárcel no cumple con las Reglas Mandela. Las celdas de los reclusos tienen un espacio reducido, se calientan excesivamente debido al clima, y los custodios sólo permiten dos minutos de agua al día, al igual que el mismo tiempo para bañarse.

## Historia
Según diferentes fuentes y medios, esta institución es una de las más peligrosas del país. En 2006, se registraron 86 muertes de internos y 198 heridos en diversos incidentes de violencia. Asimismo, en 2007 se produjeron 51 muertes y 101 heridos.
Entre junio y julio de 2011, se produjeron violentos disturbios que provocaron la muerte de más de 30 reclusos. Después de los hechos 2.500 reclusos fueron trasladados a otros centros penitenciarios. En 2012, el gobierno explicó que tendría «un grave problema» al no poder controlar el sistema de prisiones a nivel nacional por el ingreso de armas y la violencia interna que ha dejado durante el primer semestre del año unos 304 presos muertos y dejó heridos a otros 527, Dentro de la prisión, los pranes obligan a los reclusos a pagarles protección. En 2015, una toma de rehenes en el Rodeo II dejó 5 heridos. También se han denunciado torturas y malos tratos dentro del penal.
Para 2024, la Coalición por los Derechos Humanos denunció que la cárcel del Rodeo no cumplía con las Reglas Mandela, también conocidas como las Reglas Mínimas de las Naciones Unidas para el Tratamiento de los Reclusos. Hay celdas para reclusas tan pequeñas como un espacio de 2m×2m con solamente concreto y acero, descritas como «hornos» que deshidratan debido al clima caliente. Se ha denunciado que los custodios sólo permitían tener agua por dos minutos al día, que a los reclusos sólo se les permite dos minutos para bañarse, que duermen en el mismo espacio donde hacen sus necesidades, y que las celdas son golpeadas en intervalos de tiempo, produciendo ruido constante. Ese año al menos 45 presos políticos habían sido fueron trasladados a la cárcel de El Rodeo, donde familiares denuncian que ninguno comparte celda, el contacto entre ellos está prohibido, la alimentación es restringida, y no cuentan luz eléctrica o luz directa del sol.

## Internos notables
- Antonio Sequea
- Josnars Baduel, hijo del general Raúl Isaías Baduel, detenido desde 2020.[13]

- Juan Carlos Araujo Durán, empresario de espectáculos presidente de Solid Show, detenido desde 2015 por traficar 459 kilos de cocaína hacia República Dominicana y quien, desde la cárcel, ha organizado los conciertos de Romeo Santos y Anuel AA en Caracas.[14]